# Mariel Maciá
Mariel Maciá (Salta, provincia de Salta, 24 de agosto de 1980) es una directora de cine, directora de teatro, guionista y productora argentina-española.
Es Integrante de la Junta Directiva de CIMA (Asociación de mujeres cineastas y de medios audiovisuales).

## Biografía
Hasta 2018 Maciá ha escrito y dirigido seis cortometrajes. El primero de ellos Despedida (o la crisis argentina) se estrenó en 2003. El gran plan (o las parejas de Ana) (2005), Leo y Abril (o la historia de un guion) (2006) y Dos extraños (o como nos conocimos) (2006) completan la primera parte de sus trabajos.
En 2006 su cortometraje Flores en el Parque (o los primeros besos) obtuvo más de 600.000 reproducciones en YouTube. Su participación en festivales de cine cristalizó en 7 premios:
- LesGaiCineMad (Madrid - España): Mejor obra española y Mejor cortometraje
- Festival de Cine de Islantilla (Huelva - España): Camaleón del Jurado Oficial al Mejor cortometraje en vídeo
- Festival Internacional QCinema (Texas - Estados Unidos): Mejor cortometraje dramático
- Festival de Cortometrajes Dunas (Fuerteventura - España): Mejor Interpretación femenina (Diana Díez)
- Festival CineGaiLast (Gijón - España): Mejor cortometraje
- Festival Internacional de Cortometrajes de Sao Paulo (Sao Paulo - Brasil): Silver Rabbit al mejor cortometraje

En 2007 escribió, produjo y dirigió el cortometraje A domicilio (o incluso también el amor). Estrenado en el LesGaiCineMad posteriormente participó en otros festivales de cine LGBT como Outfest (Los Ángeles - Estados Unidos), Frameline (San Francisco - Estados Unidos) o London Lesbian & Gay Film Festival (Londres - Reino Unido). Obtuvo los siguientes premios:
- LesGaiCineMad (Madrid - España): Mejor obra española y Mejor cortometraje
- Festival Internacional Cineffable (París - Francia): Mejor cortometraje
- Festival Long Island LGTB (Nueva York - Estados Unidos): Mejor cortometraje femenino
- Festival del Sol (Gran Canaria - España): Mejor cortometraje

En 2008 estrena la obra Monólogos de Bollería Fina  el Día Internacional del Orgullo LGBT de Madrid y vuelve a ser repuesta el Día Internacional del Orgullo LGBT de Madrid de 2010.  En Barcelona también fue estrenada dentro del Circuit Festival en 2008 y repuesta en el mismo festival en el 2010.
En 2010 participó en la Mesa de nuevas tecnologías y formatos en el II Encuentro Internacional de CIMA: Las mujeres del audiovisual europeo dentro de la Agenda de la Presidencia de la Unión Europea de España. Posteriormente ha colaborado regularmente en mesas redondas, seminarios y congresos referidos a cine realizado por mujeres y nuevas tecnologías.

## Filmografía
- 2003 - Despedida (o la crisis argentina) (Cortometraje)
- 2005 - El gran plan (o las parejas de Ana) (Cortometraje)
- 2006 - Leo y Abril (o la historia de un guion) (Cortometraje)
- 2006 - Dos extraños (o como nos conocimos) (Cortometraje)
- 2006 - Flores en el parque (o los primeros besos) (Cortometraje)
- 2007 - A domicilio (o incluso también el amor) (Cortometraje)